# Wasserpolak
Wasserpolak (чеськ. Vasrpoláci) — назва, що використовувався стосовно людей, що живуть у Верхній Сілезії і говорять  сілезькою мовою (польський діалект з багатьма німецькими і чеськими елементами). Німецький еквівалент Wasserpolnisch, чеський Wasserpolen або Vasrpolák.

## Історія
У Сілезії польська, німецька та чеська мови і культури впливали один на одного протягом багатьох століть. З 18-го століття у німецьку мову, що стала переважаючою, почали проникати слов'янські елементи. Багато сімей, де протягом століть відбувалося міжетнічне змішання,  не можуть розглядатися як абсолютно поляки, німці або чехи. Вони ідентифікували себе як регіональне співтовариство з регіональною мовою. [1]

## Значення
Назва означає "розбавлений поляк" (в буквальному перекладі: водяний поляк). Термін Wasserpolak з'являється у 17-му столітті і використовувався щодо поляків, що живуть в Нижній і Верхнії Сілезії, а також в інших місцях, де мови і люди змішувалися протягом багатьох століть. [2] Пізніше вона стала поширена на усі слов'янські народи Сілезії і польсько- німецькі прикордонні райони.

## Використання до Другої світової війни
З 19-го століття назва стала використовуватися як зневажливий термін. [3] Він використовувався, наприклад, істориком Фрідріх Крістоф Форстера, який стверджував, що бідні "verschnappste Wasserpolacken" ухилялися від німецької армії. [4] Під час Другої світової війни окупаційна влада використовувала цей термін для поділу поляків на «мікронаціональності». [5]

## Використання після Другої світової війни
Поряд з німецькою та польською мовами, багато громадян Ополе (нім. Оппельн) до 1945 р використовували німецько-сілезький діалект (іноді званий wasserpolnisch або wasserpolak). Через це, повоєнна польська державна адміністрація після анексії Сілезії у 1945 році не була ініціатором загального вигнання всіх колишніх жителів Ополе, як це було зроблено в Нижній Сілезії, наприклад, де населення майже виключно говорило німецькою мовою. Тому, що вони вважалися «автохтонними» (польськими), то Wasserpolen отримали право залишатися на своїй батьківщині після оголошення себе поляками. Деякі німецькомовні скористалися цим рішенням, що дозволило їм залишитися в Ополе, навіть якщо вони відносили себе до німецької національності. Віддалені райони міста в даний час містять найбільші німецькі і верхньосілезькі меншини в Польщі. З 1950-х років термін став архаїчним і у даний час вийшов з ужитку, за винятком полемічних політичних текстів.